# Pagode Viên Giác

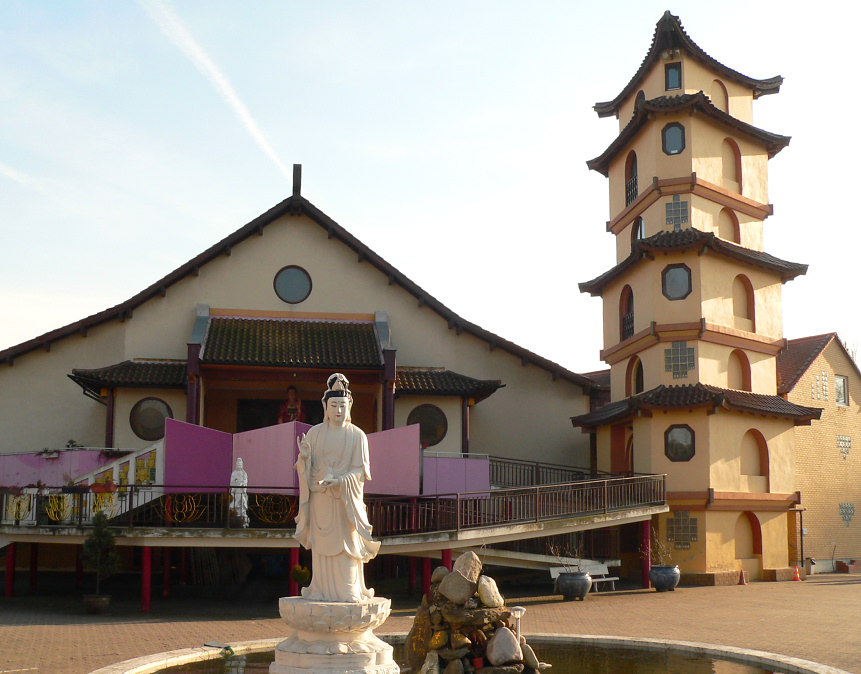
Pagode Viên Giác (Gebetshalle und Turm) mit Lotusbrunnen und Quán-Thế-Âm-Statue (2009)

Die Pagode Viên Giác (deutsch: Vollkommene Erleuchtung) und das zugehörige Kloster im hannoverschen Stadtteil Mittelfeld ist ein Glaubenszentrum vietnamesischer Buddhisten, eine von acht vietnamesisch-buddhistischen Pagoden in Deutschland und eine der größten Pagoden in Europa. Sie wird getragen vom gemeinnützigen Verein „Congregation der Vietnamesischen Buddhistischen Kirche (CVBK), Abteilung in Deutschland“.

## Das Gebäude
Das Gebäude in der Karlsruher Straße 6 wurde zwischen 1987 und 1993 nach einem Entwurf des Architekten Tran Phong Luu errichtet; die Baukosten betrugen rund 9 Millionen DM. Der Turm der Pagode ist 24 m hoch und mit rund 10.000 kleinen Buddhafiguren aus einer Spendenaktion ausgestattet. Der Westflügel des Komplexes ist 48 m lang, 6 m breit und vier Stockwerke hoch; der Ostflügel 38 m lang und 15 m breit. Zur Anlage gehören rund 3000 m² Gebäudeflächen (Hauptgebäude 815 m²; Nebengebäude 666 m², Turm 25 m²) sowie 1000 m² Außengelände mit zwei kleinen Teichen.
Im Innenraum befinden sich unter anderem eine Gebetshalle (450 m²) mit barrierefreiem Zugang und Platz für rund 700 Besucher, ein Totengedenkraum mit über 1600 Fotos Verstorbener, eine Bibliothek (100 m²) mit etwa 6000 Büchern und Zeitschriften sowie Wohnräume für die Mönche. Der damalige niedersächsische Ministerpräsident Ernst Albrecht unterstützte den Pagodenbau, so dass sein Name zum Dank in die große Glocke aus Taiwan gegossen wurde.

## Die Gemeinde

### Lehre
Das Kloster vertritt die in China entstandene Schule des Reinen Landes Sukhavati des Buddhas Amitabha, das gleichwohl auf den in Indien entstandenen Kult des Amitabha-Buddhismus (vietnamesisch: Tịnh độ tông) zurückgeht. Ihre Vertreter streben nicht den unmittelbaren Eingang ins Nirwana an, sondern die Wiedergeburt im „Reinen Land“ Sukhavati.

### Geschichte
Der vietnamesische Abt Thích Như Điển (* 1949) stieß 1978 in Hannover zu vietnamesischen Buddhisten, die eine Wohnung in der Kestnerstraße als Versammlungsraum nutzten. Zwei Jahre später wurden in der Eichelkampstraße Räume gemietet, und schon 1984 wurde der Plan gefasst, ein eigenes Gebäude zu errichten, da die Besucherzahl stetig anstieg. Während des Vesakh-Festes 1987 wurde der Grundstein gelegt, 1990 Richtfest gefeiert und beim Vesakh-Fest 1991 wurde die Pagode eingeweiht, obwohl noch nicht alles fertiggestellt war. 7.000 Gäste und mehr als 30 Ordinierte feierten eine Woche. Erst zwei Jahre später wurde der Bau fertiggestellt. 1995 besuchte der Dalai Lama das Kloster und hielt dort eine Lehrrede. Im Rahmen der Expo 2000 auf dem nahe gelegenen Messegelände fanden in der Pagode Veranstaltungen statt.

### Aktivitäten
Täglich finden zwei Rezitationen statt: Von 05:45 Uhr bis 07:10 Uhr die Morgenrezitation und von 16:55 Uhr bis 18:15 Uhr die Abendrezitation. Darüber hinaus gibt es zahlreiche weitere regelmäßige und unregelmäßige Veranstaltungen. Die drei Feste Tết (Neujahr), Vesakh (Buddhas Geburtstag) und Ullambana (Gedenken an Eltern und Ahnen) bilden Höhepunkte im Jahresverlauf.

## Schriften
- Loc Ho: Vietnamesischer Buddhismus in Deutschland: Darstellung der Geschichte und Institutionalisierung. Vietnamesisch-Buddhistisches Sozio-Kulturzentrum, Hannover 1999
- Thích Như-Điển: Kloster Pagode Vien Giac. Vietnamesisch-Buddhistisches Sozio-Kulturzentrum in der Bundesrepublik Deutschland. Hannover 1995
- Viên-giác: Tạp chí của kiều bào và Phật tử Việt Nam tị nạn tại Cộng hòa Liên bang Đức; Zeitschrift der Vietnamesen und buddhistischen Vietnamflüchtlinge in der Bundesrepublik Deutschland. Erscheinungsweise: sechs Mal jährlich, ZDB-ID 230595-1